# 車輪の軸
『車輪の軸』（しゃりんのじく）は、2016年6月15日に発売されたGalileo Galileiのベスト・アルバム。

## 概要
2016年1月にフルアルバム『Sea and The Darkness』リリースとそれに伴うライブツアーをもってバンドとしての活動を「終了」すると発表していたが、「ファンのみんなにとって記念になるようなものを残したかった」との想いから、急遽ベストアルバムの発売が決定した。
本アルバムのために制作された新曲「車輪の軸」そしてシングル曲を中心に収録されたDISC-1と、ファンの声を反映させたメンバーセレクトによる楽曲を収録したDISC-2が収録されている。
初回限定盤は、ボーナストラックとして尾崎雄貴（Vo.&Gt.）のソロワークス作品「FLAT」「Trigger」「同級生」が収録されており、これまでに発表した全ミュージックビデオを収録したDVDが同封されている。
アルバム発売に伴い10月11日、最初で最後の日本武道館ラストライブ「Galileo Galilei Last Live～車輪の軸～ at 日本武道館」を開催。一部がインターネットテレビ局「AbemaTV」にて独占生中継された。2017年1月25日にはバンド最初にして最後のライブDVD「Galileo Galilei lastlive ～車輪の軸～at日本武道館」がリリースされた。

## 収録曲

### CD / DISC1
1. 管制塔 (5:16)
インディーズミニアルバム『雨のちガリレオ』収録曲。
2. ハマナスの花 (4:16)
1stミニアルバム『ハマナスの花』収録曲。
3. 夏空 (5:17)
1stシングル。
4. 四ツ葉さがしの旅人 (4:22)
2ndシングル。
5. 僕から君へ (4:56)
3rdシングル。
6. 青い栞 (5:37)
4thシングル。
7. さよならフロンティア (4:54)
5thシングル。
8. 明日へ (5:18)
6thシングル。
9. サークルゲーム (4:43)
7thシングル。
10. 恋の寿命 (5:11)
8thシングル。Sea and The Darkness収録曲。
11. 嵐のあとで (5:11)
9thシングル。Sea and The Darkness収録曲。
12. クライマー (3:09)
10thシングル。Sea and The Darkness収録曲。
13. 車輪の軸
本アルバムのために収録された。『See More Glass』完成後に作られた曲だったが『Sea and The Darkness』とはそぐわないという理由からお蔵入りだったものを収録したとラジオで語っている。「変わり映えしない、疲れた日々でも、少しだけ前に進んでみようという歌」[1]。
尾崎雄貴（Vo.G）はベスト盤でもっとも思い入れのある曲に選んでいる[1]。
  - 以下、初回生産限定盤のみ収録のボーナストラック。
14. FLAT/ livetune adding Yuuki Ozaki（from Galileo Galilei）
TVアニメ『ハマトラ』第一期オープニングテーマ。
15. Trigger / Yuuki Ozaki（from Galileo Galilei）
TVアニメ『残響のテロル』オープニングテーマ。
16. 同級生 / 押尾コータロー with Yuuki Ozaki（from Galileo Galilei）
アニメ映画『同級生』主題歌。

### CD / DISC2
1. ハローグッバイ
インディーズシングル。「バンドのキャリアをスタートさせた特別な曲なので収録」[2]。
2. 稚内
1stアルバム『パレード』収録曲。「高校卒業間近に稚内で過ごした思い出を残したくて書いた曲」[2]。
3. SIREN
1stアルバム『パレード』収録曲。
4. Imaginary Friends
2ndアルバム『PORTAL』収録曲。「たくさんのシンセサイザーを手に入れた喜びで作られた曲」[2]。
5. 老人と海
2ndアルバム『PORTAL』収録曲。佐孝仁司（B）はベスト盤でもっとも思い入れのある曲に選んでいる。「ティーンエイジャーのときに聴いていた音楽、楽曲制作時に聴いていた音楽、ガリレオのエモーショナル、それらすべての要素をこの曲に落とし込めた」[1]。
6. 夢に唄えば
2ndミニアルバム『Baby, It's Cold Outside』収録曲。尾崎和樹（Dr）はベスト盤でもっとも思い入れのある曲に選んでいる[1]。「「PORTAL」への生ぬるい評価、メンバーの脱退、レーベルへの不信感、悪いことが重なる中で制作した」[2]。
7. 潮の扉
3rdアルバム『ALARMS』収録曲。
8. Birthday
3rdアルバム『ALARMS』収録曲。「愛せるものに出会えた喜びを歌った曲」[2]。
9. サニーデイハッピーエンド
3rdミニアルバム『See More Glass』収録曲。「‟何か爽やかなタイアップがつけばいいな”という邪念から生み出された。のだけれど、出来上がってみるとメンバーも気に入る面白い曲になった」[2]。
10. バナナフィッシュの浜辺と黒い虹(Yuuki Ozaki ver.)
3rdミニアルバム『See More Glass』に収録されていたwith Aimerの曲を、雄貴ボーカルバージョンとして再録。
11. 親愛なるきみへ
3rdミニアルバム『See More Glass』収録曲。「ファンに向けての想いを歌った曲」[2]。
12. ゴースト
4thアルバム『Sea and The Darkness』収録曲。「ペットを亡くした時の記憶から書いた曲」[2]。
13. 鳥と鳥
4thアルバム『Sea and the darkness』収録曲。「境遇の違いを書いた曲」[2]。
14. 青い血
4thアルバム『Sea and the darkness』収録曲。
15. Sea and The Darkness II (Totally Black)
4thアルバム『Sea and the darkness』収録曲。「ベストアルバムの最後にふさわしいと思い収録」[2]。

### DVD（初回生産限定盤のみ）
- ハマナスの花
- 夏空
- 四ツ葉さがしの旅人
- 僕から君へ
- 管制塔（acoustic）
- 青い栞
- さよならフロンティア
- 明日へ
- リジー
- サークルゲーム
- Hellogoodbye
- Mrs. Summer
- バナナフィッシュの浜辺と黒い虹 with Aimer
- 恋の寿命
- 嵐のあとで
- クライマー
- ウェンズデイ
- Studio Session（Sea and The Darkness / 青い血）